# Prašice
Prašice jsou obec na Slovensku v okrese Topoľčany v Nitranském kraji. Žije zde přibližně 2 000 obyvatel. Nad obcí je rekreační středisko u vodní nádrže Duchonka.

## Historie
Území obce bylo osídleno už v neolitu. Archeologické nálezy dokládají sídliště z období mladší doby bronzové a nálezy slovanských hrobů z 11.–12. století. První písemná zmínka o vesnici je z roku 1245, kde je uváděna jako Periese. V roce 1390 nesla název Peryes, v roce 1773 to byl název Praschice a od roku 1920 nese název Prašice, maďarsky Prasic. Vesnice vznikla jako potoční řadová zástavba s hliněnými a zděnými domy s valbovou střechou, krytou taškami. Obec náležela panství nitranského hradu, ve 14. století panství Topolčany a na jistou dobu Matúši Čákovi. Od roku 1835 náležela panství Tovarníky. V 19. století zde měla majetky rodina Stummerů. V roce 1575 měla ves 14 usedlostí, z toho čtyři opuštěné. V roce 1715 měla vinice a 19 domácností, v roce 1720 jsou uváděny dva mlýny a 24 domácností. V roce 1787 žilo v 96 domech 721 obyvatel, v roce 1828 žilo 650 obyvatel ve sto domech. Hlavní obživou bylo zemědělství, vinařství a řemesla (hrnčířství, tkalcovství a vyšívání).

## Přírodní poměry
Obec leží na rozhraní Považského Inovce a Nitranské pahorkatiny v údolí horního toku potoka Chocina a jejího přítoku Železnica, na němž je vodní nádrž Duchonka. Území obce se nachází v nadmořské výšce v rozmezí 205–797 m, střed obce je ve výšce 263 m n. m. Jižní část území tvořené sprašovými hlínami a spraší je členěné úvaly a výmoly, severní vrchovina až hornatina Povážského Inovce je tvořená metamorfovanými horninami.
Původně byly tyto plochy pokryty teplomilnými listnatými lesy. V současnosti[kdy?] zabírá dvě třetiny katastru polnohospodářská půda a zbytek na severu pokrývají listnaté lesy[zdroj?], z nichž část tvořila přírodní rezervace Čepúšky. Ta byla roku 2021 zrušena a nahrazena chráněným areálem Kulháň.
Celková rozloha území obce je 28,2495 km², z toho v roce 2020 připadalo 43 % na zemědělskou půdu. Celkové využití půdy (2020): 36 % orná půda, 2 % zahrady, 5 % travnaté plochy. V roce 2023 připadalo 1210,02 ha na zemědělskou půdu, z toho 1002,74 ha byla orná půda, 65,96 ha zahrady, a 141,01 ha travnatý porost. Lesy zeujímaly 1427,37 ha, vodní plochy 28,34 ha a zastavěná plocha a nádvoří 125,87 ha.
Součástí obce je na jihu osada Okšov Mlyn a Nový Svet, na severu rekreační oblast Duchonka.
Sousední obce:
|                              | Zlatníky |                                |
| Podhradie, Závada, Velušovce |          | Nemečky, Tvrdomestice, Norovce |
|                              | Janovce  | Topoľčany                      |

Pro sousední obce Nemečky, Tvrdomestice, Podhradie, Závadu a Velušovce je matričním obvodem a poskytuje jim komplexní lékařskou pomoc a rychlou záchrannou pomoc. Tyto obce také využívají služeb domova důchodců a domu sociálních služeb. Pro obec Nemečky je stavebním úřadem

## Pamětihodnosti
- římskokatolický kostel svatého Jakuba Staršího, který byl postaven v 16. století v gotickém slohu, byl v období 1758–1760 přestavěn do barokní podoby a v roce 1820 byl opraven. Generální oprava interiéru byla provedena v letech 1991–1994 a znovu vysvěcen byl 31. července 1994.[13][14] Kostel je kulturní památka Slovenska[14] Kostel patří pod římskokatolickou farnost Prašice děkanát Topolčany diecézi nitranskou.[15]

- socha Jana Nepomuckého z roku 1729 je kulturní památka Slovenska[16][17]
- kaštel (lovecký zámek, kaštieľ Duchonka) postavený v letech 1930–1931 v osadě Duchonka podle projektu architekta Leopolda Bauera z Vídně. Na jaře 1945 objekt vyl vyrabován a vyhořel.[18] Kaštel byl obnoven v roce 1950.[19] Od roku 2010 je kaštel se zahradou kulturní památkou Slovenska[20]
- klasicistní morový sloup se Svatou Trojicí[21]

- římskokatolická kaple Panny Marie Sedmibolestné z roku 1820.[22]
- památník obětem první a druhé světové války[23]
- památník padlým ve Slovenském národním povstání[24]